# Mistrzostwa Afryki U-20 w piłce nożnej kobiet
Mistrzostwa Afryki U-20 w piłce nożnej kobiet (ang. African U-20 Cup of Nations for Women) – turniej piłkarski w Afryce organizowany co dwa lata przez CAF (ang. Confederation of African Football) dla zrzeszonych reprezentacji krajowych kobiet do lat 20. Pełnią funkcję kwalifikacji do mistrzostw świata U–20 – do światowego czempionatu awansuje dwa najlepsze zespoły danej edycji turnieju Afryki.

## Historia
Zapoczątkowany został w 2002 roku przez CAF jako Mistrzostwa Afryki U-19 w piłce nożnej kobiet. W turnieju 2002 uczestniczyły reprezentacje Botswany, Gambii, Gwinei Równikowej, Malawi, Mali, Maroka, Nigru, Nigerii, Republiki Południowej Afryki, Republiki Środkowoafrykańskiej, Wysp Świętego Tomasza i Książęcej, Zambii, Zimbabwe. Najpierw w meczach barażowych zostały wyłonione 8 najlepszych drużyn, które potem systemem pucharowym w meczach u siebie i na wyjeździe rozegrały tytuł mistrzowski. Pierwszy turniej wygrała reprezentacja Nigerii. W pierwszych dwóch edycjach tylko jeden zespół kwalifikował się do turnieju finałowego mistrzostw świata U–20.
Od III edycji, tak jak strefie Afryki przydzielono dwa miejsca w turnieju finałowym, mecze finałowe nie były rozgrywane. Również została zmieniona nazwa na Mistrzostwa Afryki U-20 w piłce nożnej kobiet.

## Finały
| Rok            | Gospodarz                     |                                           | Finał                                     | Finał                                     | Finał                                                          |                                                                | Mecz o 3 miejsce                                               | Mecz o 3 miejsce | Mecz o 3 miejsce |  | Liczba finalistów |
| Rok            | Gospodarz                     | Mistrz                                    | Wynik                                     | Wicemistrz                                | Trzecie miejsce                                                | Wynik                                                          | Czwarte miejsce                                                |                  |                  |  | Liczba finalistów |
|                |                               | Mistrzostwa Afryki U-19                   | Mistrzostwa Afryki U-19                   | Mistrzostwa Afryki U-19                   |                                                                |                                                                |                                                                |                  |                  |  |                   |
| -------------- | ----------------------------- | ----------------------------------------- | ----------------------------------------- | ----------------------------------------- | -------------------------------------------------------------- | -------------------------------------------------------------- | -------------------------------------------------------------- | ---------------- | ---------------- |  | ----------------- |
| 2002 Szczegóły | mecze u siebie i na wyjeździe | Nigeria                                   | 6:0 3:2                                   | Republika Południowej Afryki              | / Republika Środkowoafrykańska i Maroko                        | / Republika Środkowoafrykańska i Maroko                        | / Republika Środkowoafrykańska i Maroko                        |                  |                  |  |                   |
| 2004 Szczegóły | mecze u siebie i na wyjeździe | Nigeria                                   | 1:0 0:0                                   | Republika Południowej Afryki              | / Demokratyczna Republika Konga i Gwinea Równikowa             | / Demokratyczna Republika Konga i Gwinea Równikowa             | / Demokratyczna Republika Konga i Gwinea Równikowa             |                  |                  |  |                   |
|                |                               | Mistrzostwa Afryki U-20                   |                                           |                                           |                                                                |                                                                |                                                                |                  |                  |  |                   |
| 2006 Szczegóły | mecze u siebie i na wyjeździe | / Demokratyczna Republika Konga i Nigeria | / Demokratyczna Republika Konga i Nigeria | / Demokratyczna Republika Konga i Nigeria | Gwinea Równikowa (Kamerun i Ghana zdyskwalifikowani)           | Gwinea Równikowa (Kamerun i Ghana zdyskwalifikowani)           | Gwinea Równikowa (Kamerun i Ghana zdyskwalifikowani)           |                  |                  |  |                   |
| 2008 Szczegóły | mecze u siebie i na wyjeździe | / Demokratyczna Republika Konga i Nigeria | / Demokratyczna Republika Konga i Nigeria | / Demokratyczna Republika Konga i Nigeria | / Ghana i Republika Południowej Afryki                         | / Ghana i Republika Południowej Afryki                         | / Ghana i Republika Południowej Afryki                         |                  |                  |  |                   |
| 2010 Szczegóły | mecze u siebie i na wyjeździe | / Ghana i Nigeria                         | / Ghana i Nigeria                         | / Ghana i Nigeria                         | / Demokratyczna Republika Konga i Republika Południowej Afryki | / Demokratyczna Republika Konga i Republika Południowej Afryki | / Demokratyczna Republika Konga i Republika Południowej Afryki |                  |                  |  |                   |
| 2012 Szczegóły | mecze u siebie i na wyjeździe | / Ghana i Nigeria                         | / Ghana i Nigeria                         | / Ghana i Nigeria                         | / Demokratyczna Republika Konga i Tunezja                      | / Demokratyczna Republika Konga i Tunezja                      | / Demokratyczna Republika Konga i Tunezja                      |                  |                  |  |                   |
| 2014 Szczegóły | mecze u siebie i na wyjeździe | / Ghana i Nigeria                         | / Ghana i Nigeria                         | / Ghana i Nigeria                         | / Gwinea Równikowa i Republika Południowej Afryki              | / Gwinea Równikowa i Republika Południowej Afryki              | / Gwinea Równikowa i Republika Południowej Afryki              |                  |                  |  |                   |
| 2015 Szczegóły | mecze u siebie i na wyjeździe | / Ghana i Nigeria                         | / Ghana i Nigeria                         | / Ghana i Nigeria                         | / Etiopia i Republika Południowej Afryki                       | / Etiopia i Republika Południowej Afryki                       | / Etiopia i Republika Południowej Afryki                       |                  |                  |  |                   |
| 2018 Szczegóły | mecze u siebie i na wyjeździe | / Ghana i Nigeria                         | / Ghana i Nigeria                         | / Ghana i Nigeria                         | / Kamerun i Republika Południowej Afryki                       | / Kamerun i Republika Południowej Afryki                       | / Kamerun i Republika Południowej Afryki                       |                  |                  |  |                   |

## Statystyki
| Lp. | Drużyna                      | Mistrz | Wicemistrz | Lata triumfów |
| --- | ---------------------------- | ------ | ---------- | ------------- |
| 1.  | Nigeria                      | 2      | 0          | 2002, 2004    |
| 2.  | Republika Południowej Afryki | 0      | 2          |               |

Od 2006 zrezygnowano z prowadzenia meczów finałowych.